# 孙隆椿
孙隆椿（1937年7月—），男，汉族，安徽黟县人，中华人民共和国政治人物，曾任卫生部副部长，第九、十届全国政协委员。